# Hikōkitai
Hikōkitai es la palabra japonesa que designaba al grupo aéreo embarcado en un portaaviones de la Armada Imperial Japonesa. Era por tanto la mayor división aérea dentro de un portaaviones, pero a su vez podía formar parte de un koku sentai, un grupo naval formado por al menos dos portaaviones. El hikōkitai dividía a los cazas, torpederos y bombarderos embarcados en buntai o unidades de vuelo, que a su vez se subdividían en al menos dos chūtai o escuadrones. La última división era denominada shōtai o sección, y estaba compuesta habitualmente por tres aparatos.